# Rina Chiarini

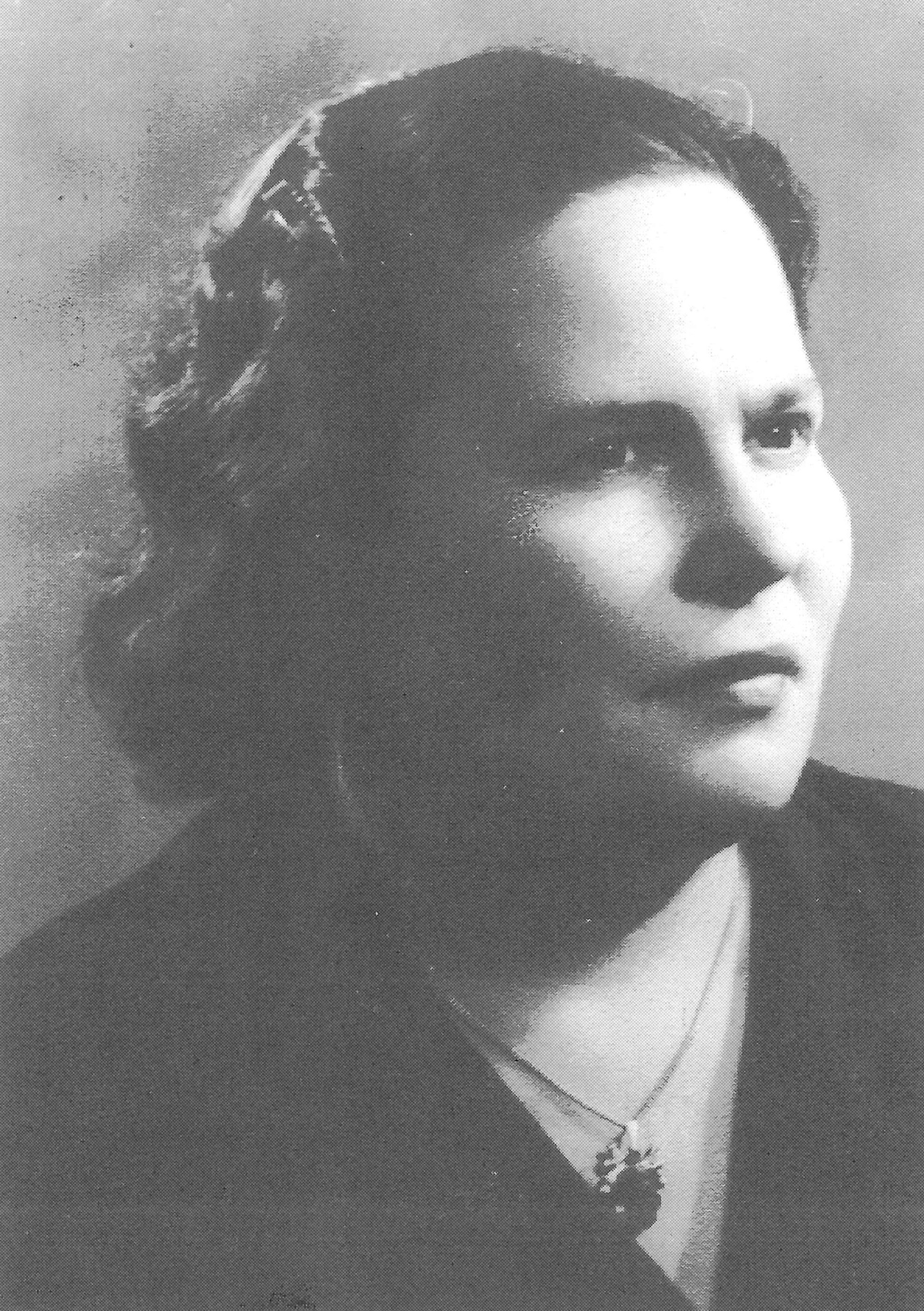
Rina Chiarini

Rina Chiarini (Empoli, 16 dicembre 1909 – Empoli, 20 ottobre 1995) è stata una partigiana italiana.

## Biografia

### Giovinezza
Rina nacque in una famiglia proletaria antifascista: per questo motivo suo padre venne arrestato, così come accadde in seguito a suo fratello Aldo, che venne condannato dal Tribunale Speciale a sei anni di carcere nel 1939. Dopo la cattura del padre, Rina, che era soltanto una bambina, fu costretta ad abbandonare la scuola per aiutare la sua famiglia. Ben presto trovò lavoro in una vetreria come operaia e proprio qui prese a collaborare col «Soccorso Rosso».

### Guerra partigiana
Nel 1926 Rina si iscrisse al Partito Comunista clandestino, dopo aver conosciuto Remo Scappini, col quale da oltre un anno era fidanzata; da lui ebbe i primi insegnamenti politici e incominciò ad essere impegnata nel trasporto della stampa, negli appuntamenti di partito e nei collegamenti. Nell'aprile del 1943 sposò Scappini, che non aveva più visto dal novembre del 1942 perché era stato imprigionato, dal momento che dirigeva la lotta clandestina della regione, e col quale era rimasta legata da sentimenti di affetto e di comunione di ideali. Nonostante le molteplici richieste della donna, il Ministero non le concesse mai di vedere il fidanzato durante la prigionia. A causa della sua relazione con un antifascista, Rina venne più volte sottoposta a minacce e arresti. Dopo il matrimonio, Remo e Rina si spostarono da Firenze a Milano, dove continuarono ad agire clandestinamente a favore degli antifascisti. I coniugi , successivamente, si trasferirono a Genova, dove la Scappini divenne valida collaboratrice, con il nome di «Clara», del Comando regionale delle Brigate Garibaldi. A Genova i compagni del Comitato federale e del Triumvirato Insurrezionale del Partito Comunista le affidarono svariati importanti incarichi: ebbe contatti con gli Alleati, con i responsabili del lavoro militare e della stampa (come quelli del giornale L'Unità).
Il sistema della cospirazione imponeva di mantenere rigorosamente il segreto di partito in ogni momento e circostanza, senza far confidenze a nessuno, anche in caso di arresto e sotto tortura: ognuno doveva imparare tutto a memoria (appuntamenti, indirizzi) e per la Scappini, che non aveva istruzione, non fu facile.
Il 6 luglio 1944 Rina venne arrestata dalla polizia fascista e portata nella Casa dello Studente di Genova: qui la donna venne torturata, nonostante il suo avanzato stato di gravidanza. A causa delle sevizie subite perse il bambino, ma non si lasciò sfuggire nulla né sulle sue attività, né su quelle del marito. La donna, una notte, venne prelevata dalla sua cella e portata al cimitero di Staglieno; qui fu costretta a scavarsi la fossa, nella quale dovette stendersi; nonostante ciò Rina non si lamentò mai. Questa stessa tenacia fu mostrata davanti al Tribunale militare fascista; anche in questa circostanza la donna si salvò ma, dopo poco, fu nuovamente ricondotta innanzi ai giudici, che la condannarono a ventiquattro anni di reclusione: venne internata, dunque, nel lager di Bolzano.

### Dopoguerra
Nel marzo del 1945, assieme ad una compagna di prigionia, Rina riuscì ad evadere dal lager grazie all'aiuto degli antifascisti locali e con la collaborazione della popolazione. Raggiunse fortunosamente prima Milano e poi Genova dove, la sera del 26 aprile, poté ricongiungersi col marito, che aveva appena ottenuto le resa delle truppe tedesche del generale Günther Meinhold. Fino all'ultimo, Rina Chiarini è stata a fianco di Remo Scappini nell'impegno politico e sociale.

## Onorificenze

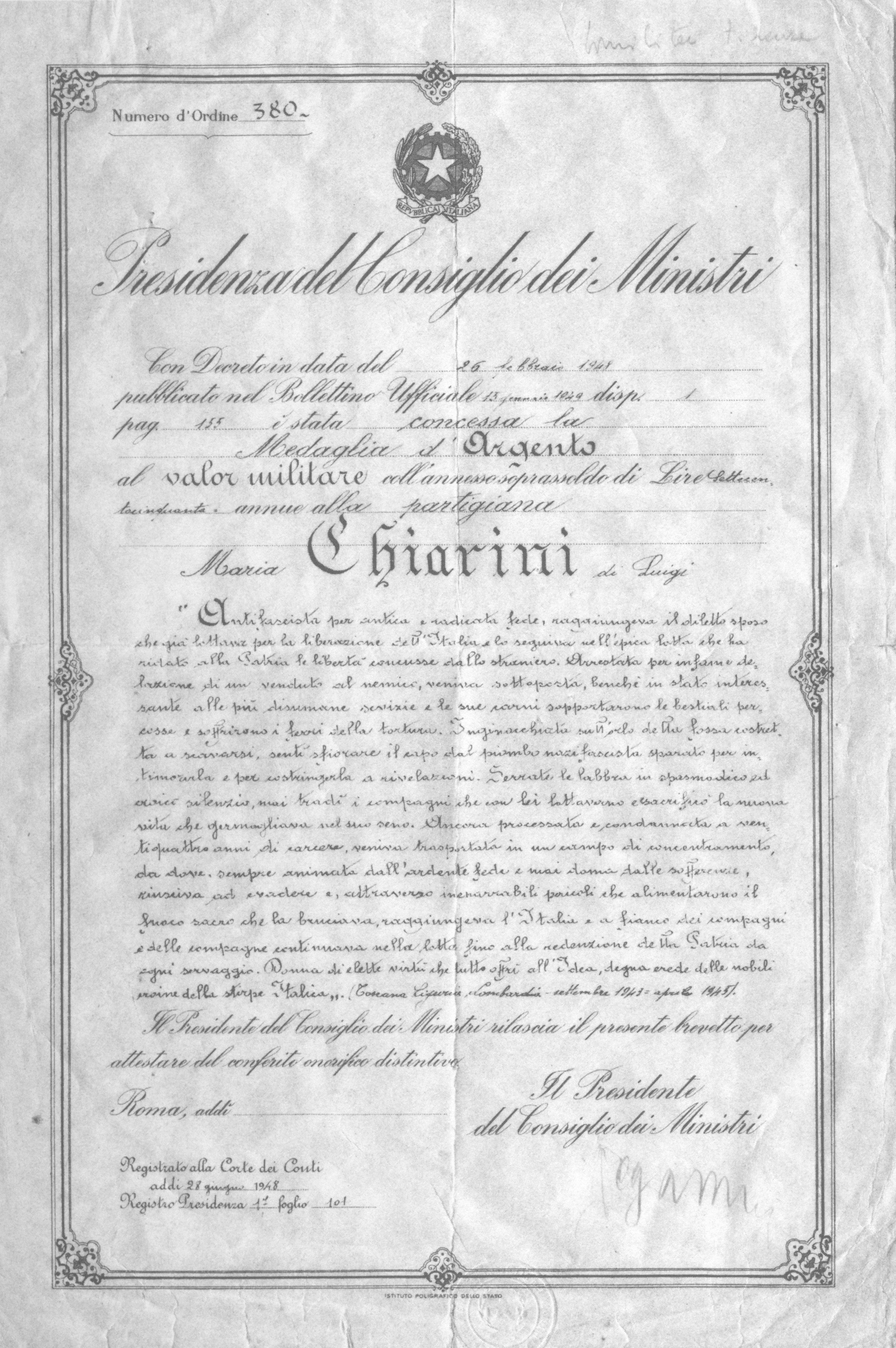
Medaglia d'argento al valor militare a Rina Chiarini

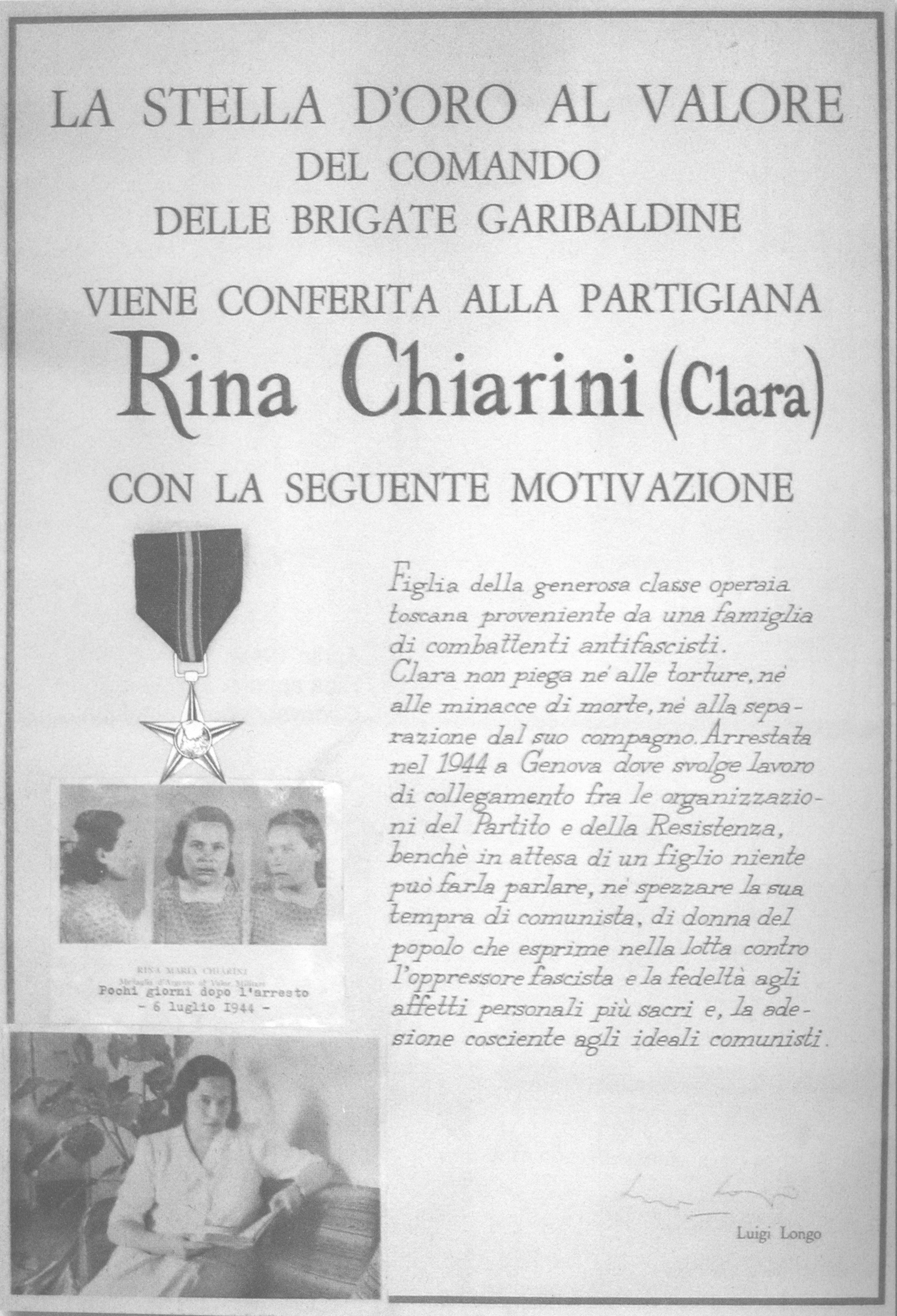
Stella d'oro al valore del comando delle brigate garibaldine a Rina Chiarini

Oltre che della Medaglia d'argento al valor militare, «Clara» è stata decorata della Stella d'oro al valore del Comando delle Brigate Garibaldine. A lei e al marito è stata dedicata un memoriale a Empoli: il monumento è una stele in acciaio con i nomi dei due partigiani e un fiore stilizzato; a loro è intitolato il parco antistante un centro commerciale in via Sanzio; inoltre è stato realizzato un murale dell'artista Ligama presso la stazione. A entrambi è intitolato anche il Centro di documentazione sull'Antifascismo, la Resistenza e la storia contemporanea nell'area empolese.

## Opere
- Rina Chiarini, ...hanno ucciso la mia creatura!, Bari, Cressati, 1945, SBN BIA0013616.
- Rina Chiarini, Una donna della resistenza: Rina Chiarini (Clara), prefazione di Carlo Farini, a cura del Centro diffusione stampa del Comitato comunale del PCI di Empoli, Firenze, Stamperia Fratelli Parenti, 1955, SBN IEI0013734.
- Rina Chiarini e Remo Scappini, Ricordi della Resistenza, Empoli, Cooperativa editografica toscana, 1974, SBN SBL0570067.
- Rina Chiarini, La storia di Clara, prefazione di Maria Paola Profumo, Milano, La Pietra, 1982, SBN SBL0608541.